# Micranthemum
Micranthemum é um género botânico pertencente à família Plantaginaceae.

## Sinonímia
Hemianthus Nutt. ,
Hemisiphonia Urb..

## Espécies
Constituido por 26 espécies:
Micranthemum adenander Micranthemum adenandrum Micranthemum arenarioides
Micranthemum bryoides Micranthemum callitrichoides Micranthemum ciliolatum
Micranthemum elatinoides Micranthemum emarginatum Micranthemum glomeratum
Micranthemum indicum Micranthemum micrantha Micranthemum micranthemoides
Micranthemum multiflorum Micranthemum nuttallii Micranthemum orbiculatum
Micranthemum pilosum Micranthemum procerorum Micranthemum punctatum
Micranthemum reflexum Micranthemum rotundatum Micranthemum standleyi
Micranthemum tetrandrum Micranthemum tetrandum Micranthemum trisetosum
Micranthemum tweedii Micranthemum umbrosum

## Nome e referências
Micranthemum Michx.